# برونسون ماثيوز
برونسون ماثيوز (بالإنجليزية: Josh Bredl)‏ هو مصارع محترف أمريكي، ولد في 28 يناير 1991 في ثورنتون في الولايات المتحدة.

## روابط خارجية
- برونسون ماثيوز على موقع CageMatch worker (الإنجليزية)
- برونسون ماثيوز على موقع قاعدة بيانات المصارعة على الإنترنت (الإنجليزية)